# Gran Polònia
|  | No s'ha de confondre amb la divisió administrativa moderna del Voivodat de Gran Polònia. |

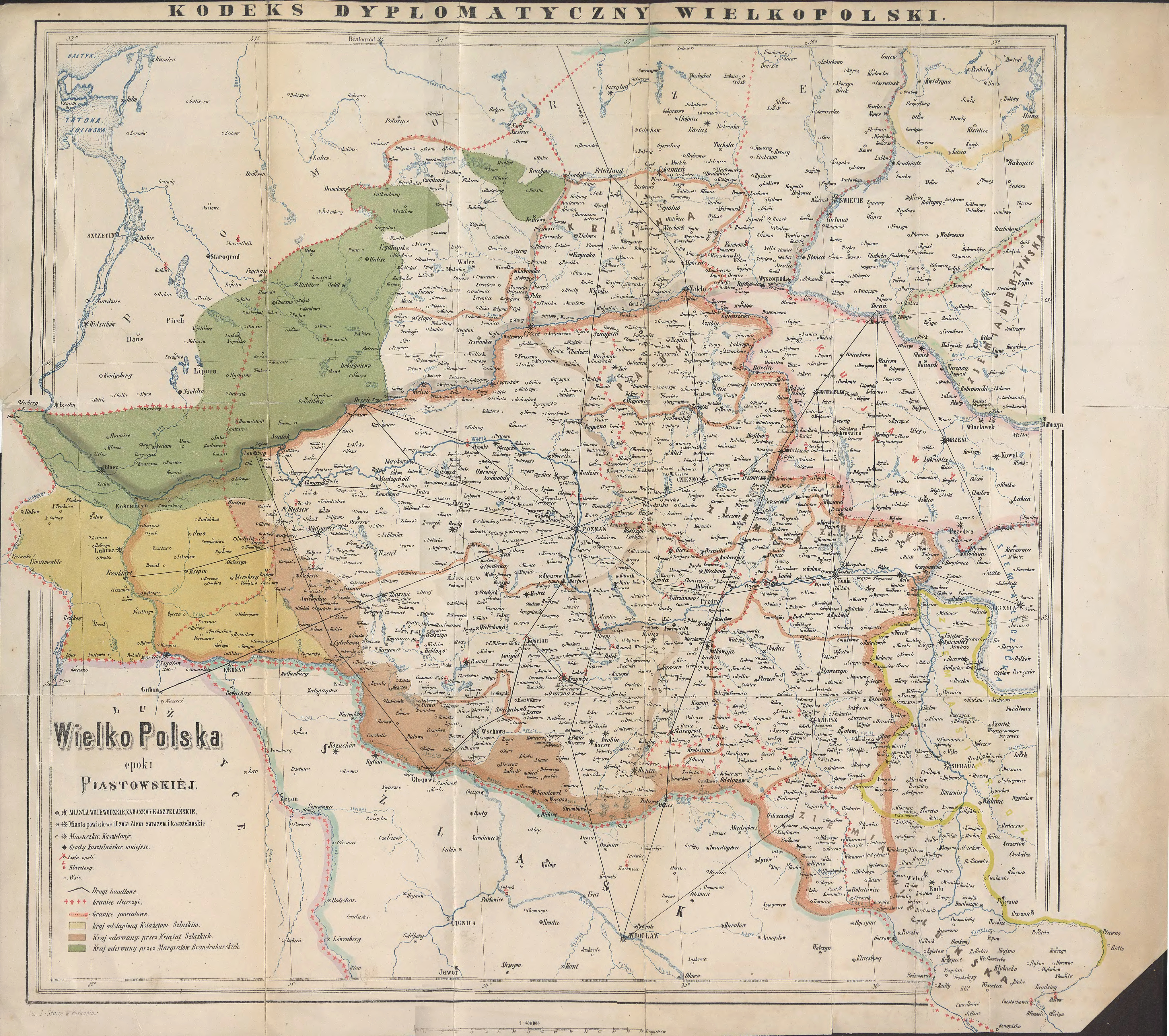
Mapa de la Gran Polònia, realitzat el 1881 pel Dr. T. Szulc i inclòs en el quart volum del Codex diplomaticus Maioris Poloniae.

La Gran Polònia (polonès Wielkopolska, (alemany: Großpolen, llatí: Polonia Maior) és una regió històrica del centre-oest de Polònia. La seva ciutat principal és Poznań. Administrativament, la majoria de la regió és part del Voivodat de Gran Polònia (en polonès województwo wielkopolskie), encara que algunes parts estan en els voivodats de Lubusz, en el de Cuiàvia i Pomerània o en el de Łódź.

## Nom de la regió

Escut de Wielkopolska.

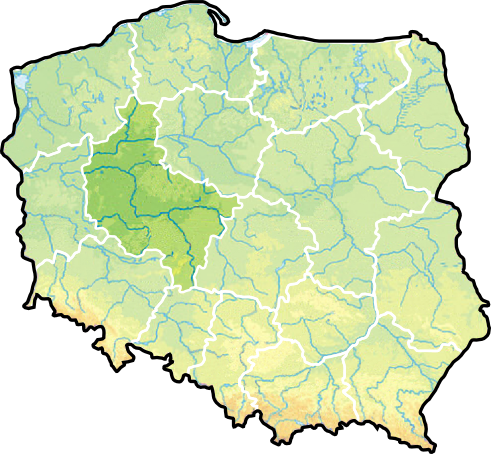
El Voivodat de Gran Polònia en l'actual estat de Polònia.

La Gran Polònia era el cor del primitiu estat medieval polonès. Sovint se l'anomena el "bressol de Polònia". El nom és esmentat per primera vegada en la seva forma llatina (Polònia Maior) en 1257, i en polonès (Wielkej Polszcze) en 1449. El nom de la regió pot haver estat creat en referència al fet que aquesta zona és la "Vella Polònia", en oposició a la "Nova Polònia", Petita Polònia (polonès Małopolska; llatí: Polonia Minor), una regió al sud de Polònia amb capital a Cracòvia.

## Geografia
La Gran Polònia comprèn una gran part de l'àrea regada pel riu Varta i els seus tributaris, incloent el riu Noteć. Hi ha dues regions geogràfiques principals: el districte dels llacs al nord, caracteritzat per turons i llacs postglacials, i la plana del sud.
El Parc Nacional de Wielkopolska ( Wielkopolski Park Narodowy), una àrea de 75.84 quilòmetres quadrats de boscos i llacs al sud de Poznań, fou establert com a tal el 1957

### Principals ciutats

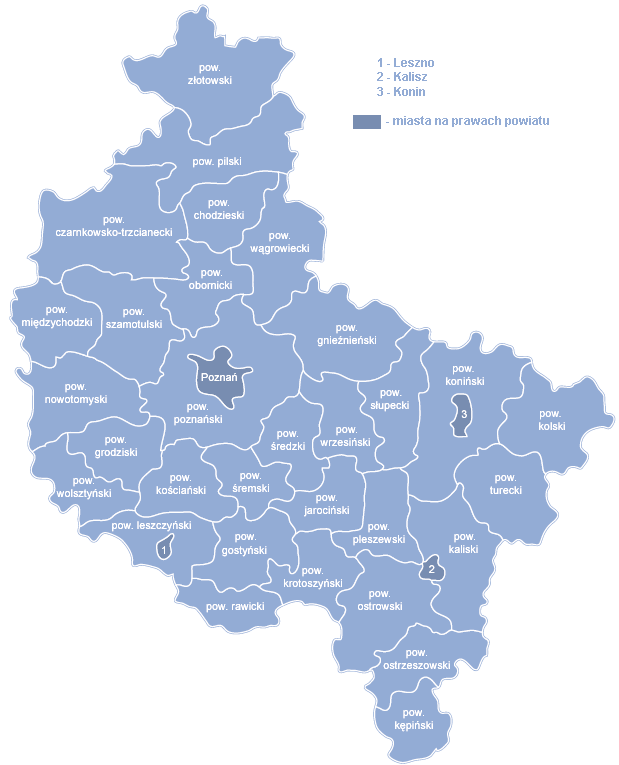
Divisió administrativa del Voivodat de Gran Polònia.

1. Poznań – 567.882 (261,37 km²)
2. Kalisz – 108.841 (69,77 km²)
3. Konin – 80.838 (81,68 km²)
4. Piła – 75.144 (102,71 km²)
5. Ostrów Wielkopolski – 72.672 (42,39 km²)
6. Gniezno – 70.145 (40,89 km²)
7. Leszno – 63.970 (31,90 km²)
8. Śrem – 30.283 (12,38 km²)
9. Swarzędz – 29.766 (8,16 km²)
10. Turek – 29.437 (16,16 km²)
11. Krotoszyn – 29.362 (22,55 km²)
12. Września – 28.650 (12,73 km²)
13. Luboń – 26.655 (13,52 km²)
14. Jarocin – 25.856 (14,44 km²)
15. Wągrowiec – 24.574 (17,91 km²)
16. Kościan – 24.121 (8,75 km²)
17. Koło – 23.101 (13,85 km²)
18. Środa Wielkopolska – 21.640 (17,98 km²)
19. Rawicz – 21.336 (7,81 km²)
20. Gostyń – 20.643 (10,79 km²)
21. Chodzież – 19.716 (12,77 km²)
22. Szamotuły – 18.778 (10,11 km²)
23. Złotów – 18.451 (11,58 km²)
24. Oborniki – 17.895 (14,08 km²)
25. Pleszew – 17.824 (13,19 km²)
26. Trzcianka – 16.750 (18,25 km²)
27. Nowy Tomyśl – 15.255 (5,02 km²)
28. Kępno – 14.713 (7,70 km²)
29. Ostrzeszów – 14.580 (12,18 km²)
30. Słupca – 14.451 (10,31 km²)
31. Grodzisk Wielkopolski – 13.698 (18,09 km²)
32. Wolsztyn – 13.587 (4,78 km²)
33. Mosina – 12.166 (13,58 km²)
34. Wronki – 11.586 (5,81 km²)
35. Czarnków – 11.437 (9,70 km²)
36. Międzychód – 10.930 (6,98 km²)
37. Rogoźno – 10.871 (11,24 km²)
38. Murowana Goślina – 10.097 (7,18 km²)
39. Puszczykowo – 9.248 (16,65 km²)
40. Opalenica – 9.111 (6,42 km²)
41. Kostrzyn – 8.478 (8,03 km²)
42. Jastrowie – 8.423 (72,27 km²)
43. Pobiedziska – 8.271 (10,16 km²)
44. Witkowo – 7.906 (8,30 km²)
45. Trzemeszno – 7.800 (5,46 km²)
46. Pniewy – 7.425 (9,21 km²)
47. Zbąszyń – 7.315 (5,57 km²)
48. Kórnik – 6.907 (6,08 km²)
49. Kłodawa – 6.844 (4,32 km²)
50. Koźmin Wielkopolski – 6.710 (5,86 km²)
51. Krzyż Wielkopolski – 6.272 (5,83 km²)
52. Buk – 6.201 (2,96 km²)
53. Sieraków – 5.993 (14,10 km²)
54. Wieleń – 5.963 (4,32 km²)
55. Śmigiel – 5.439 (5,20 km²)
56. Stęszew – 5.315 (5,63 km²)
57. Wyrzysk – 5.227 (4,12 km²)
58. Czempiń – 5.109 (3,29 km²)
59. Nowe Skalmierzyce – 5.093 (1,59 km²)
60. Odolanów – 4.951 (4,76 km²)
61. Zduny – 4.505 (6,14 km²)
62. Golina – 4.338 (3,57 km²)
63. Szamocin – 4.261 (4,67 km²)
64. Kleczew – 4.169 (6,68 km²)
65. Krobia – 4.008 (7,05 km²)
66. Ujście – 3.923 (5,78 km²)
67. Skoki – 3.827 (11,20 km²)
68. Okonek – 3.825 (6,01 km²)
69. Sompolno – 3.702 (6,21 km²)
70. Krajenka – 3.634 (3,77 km²)
71. Miłosław – 3.587 (4,07 km²)
72. Tuliszków – 3.399 (7,04 km²)
73. Gołańcz – 3.341 (12,63 km²)
74. Rakoniewice – 3.231 (3,37 km²)
75. Nekla – 3.189 (19,79 km²)
76. Pyzdry – 3.184 (12,16 km²)
77. Łobżenica – 3.170 (3,25 km²)
78. Miejska Górka – 3.121 (3,09 km²)
79. Ślesin – 3.079 (7,18 km²)
80. Kobylin – 3.060 (4,92 km²)
81. Bojanowo – 3.014 (2,34 km²)
82. Margonin – 2.952 (5,15 km²)
83. Lwówek – 2.941 (3,15 km²)
84. Zagórów – 2.925 (3,44 km²)
85. Poniec – 2.884 (3,54 km²)
86. Wysoka – 2.761 (4,82 km²)
87. Sulmierzyce – 2.759 (28,98 km²)
88. Książ Wielkopolski – 2.707 (1,96 km²)
89. Kłecko – 2.670 (9,61 km²)
90. Czerniejewo – 2.550 (10,20 km²)
91. Rydzyna – 2.542 (2,17 km²)
92. Borek Wielkopolski – 2.477 (6,16 km²)
93. Rychwał – 2.386 (9,69 km²)
94. Obrzycko – 2.172 (3,72 km²)
95. Dąbie – 2.101 (8,86 km²)
96. Żerków – 2.066 (2,03 km²)
97. Raszków – 2.054 (1,77 km²)
98. Osieczna – 2.012 (4,84 km²)
99. Ostroróg – 1.982 (1,26 km²)
100. Pogorzela – 1.971 (4,34 km²)
101. Grabów nad Prosną – 1.946 (2,58 km²)
102. Jutrosin – 1.863 (1,62 km²)
103. Mikstat – 1.844 (2,49 km²)
104. Przedecz – 1.779 (2,98 km²)
105. Wielichowo – 1.767 (1,24 km²)
106. Stawiszyn – 1.569 (0,99 km²)
107. Krzywiń – 1.538 (1,67 km²)
108. Dobra – 1.516 (1,84 km²)
109. Dolsk – 1.478 (6,02 km²)

## Galeria

Ciutats i pobles de Gran Polònia
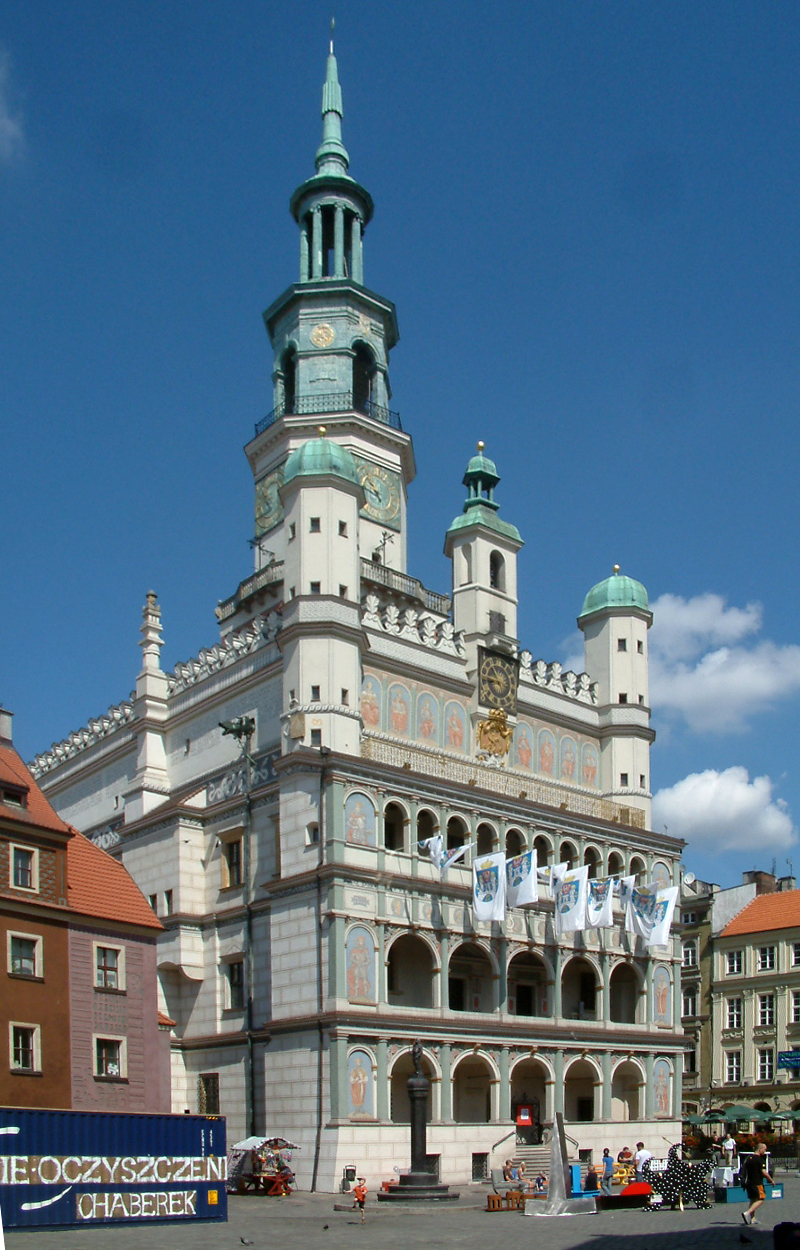
Poznań
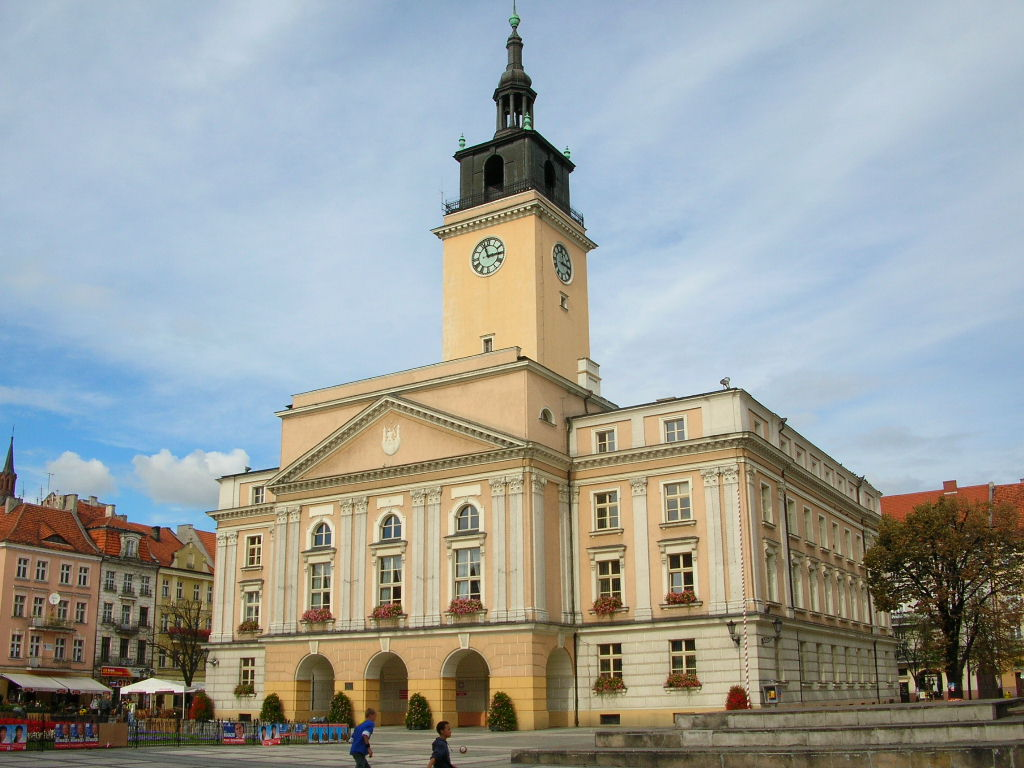
Kalisz
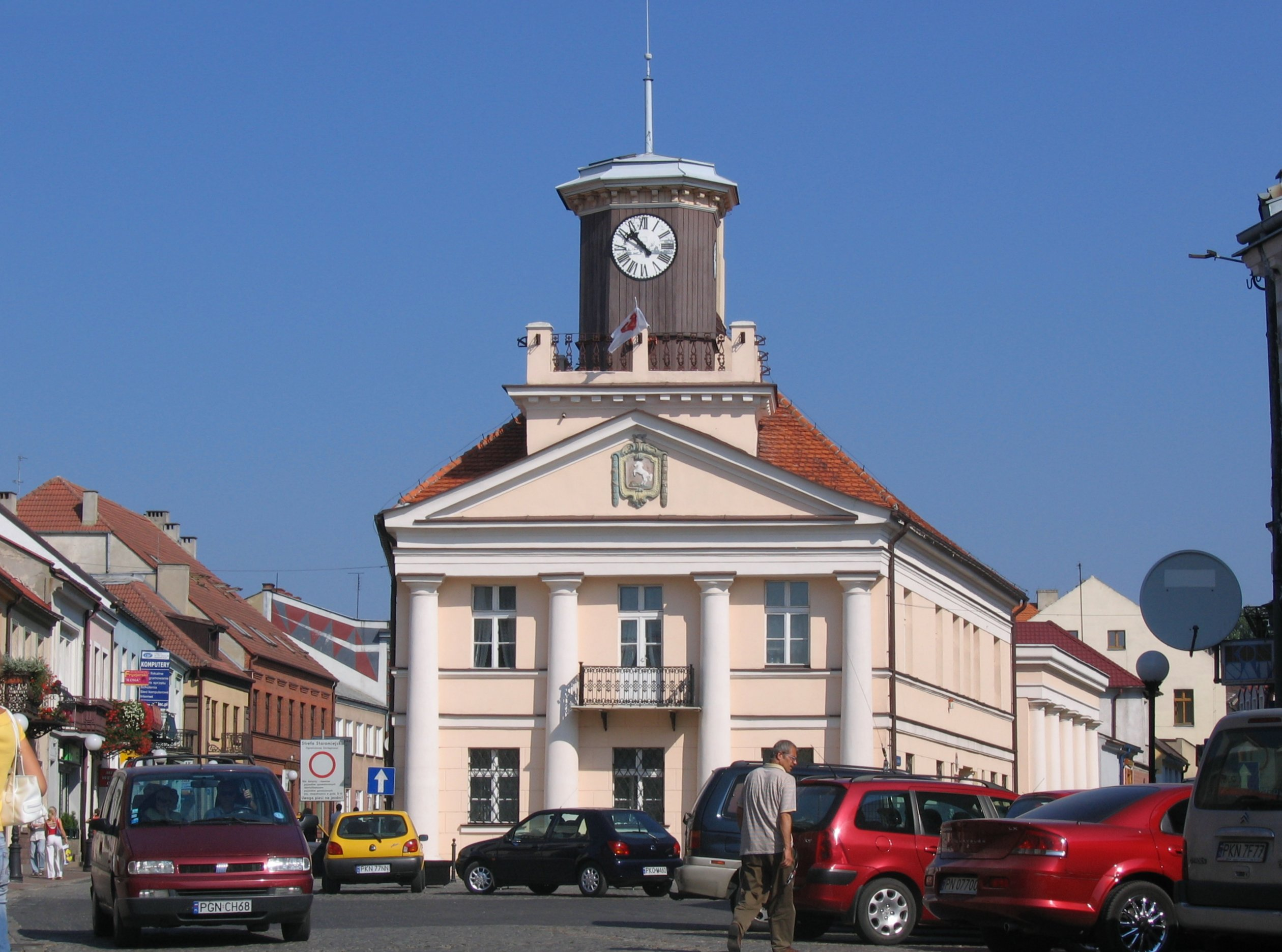
Konin
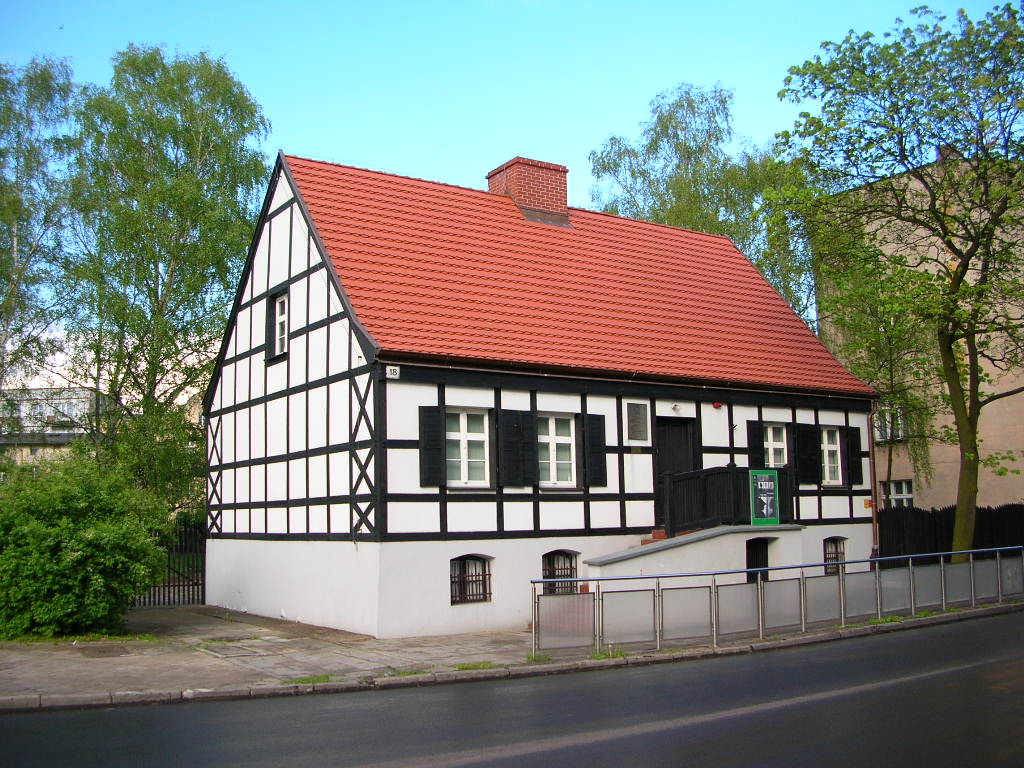
Piła
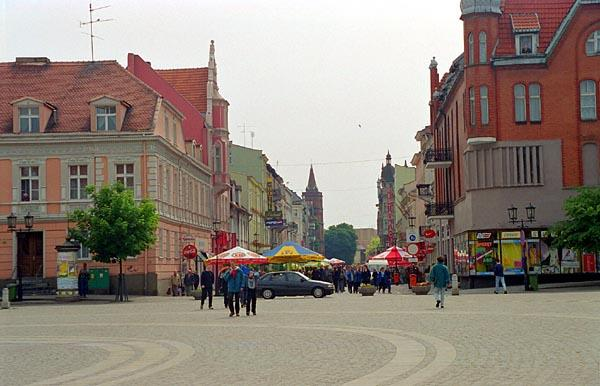
Gniezno
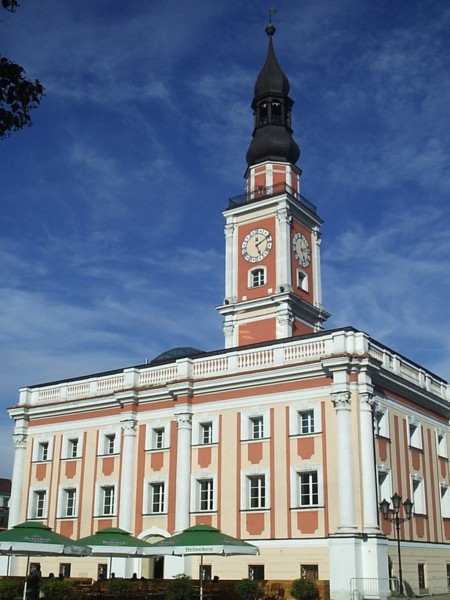
Leszno
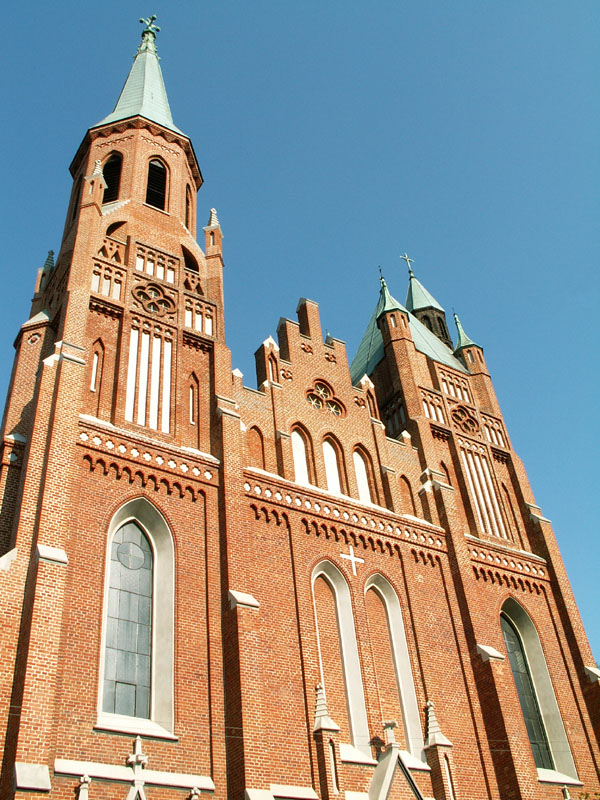
Turek
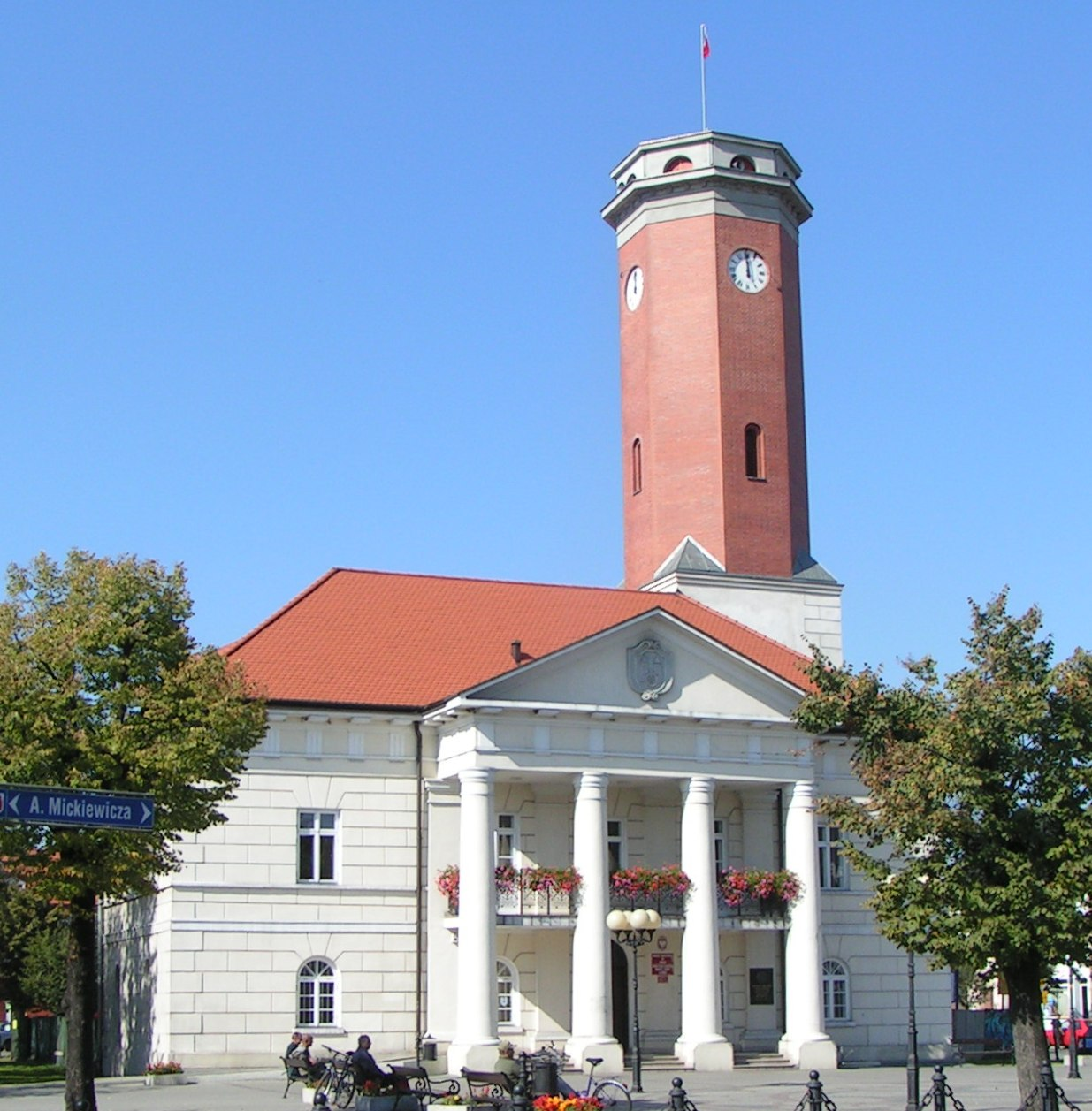
Koło
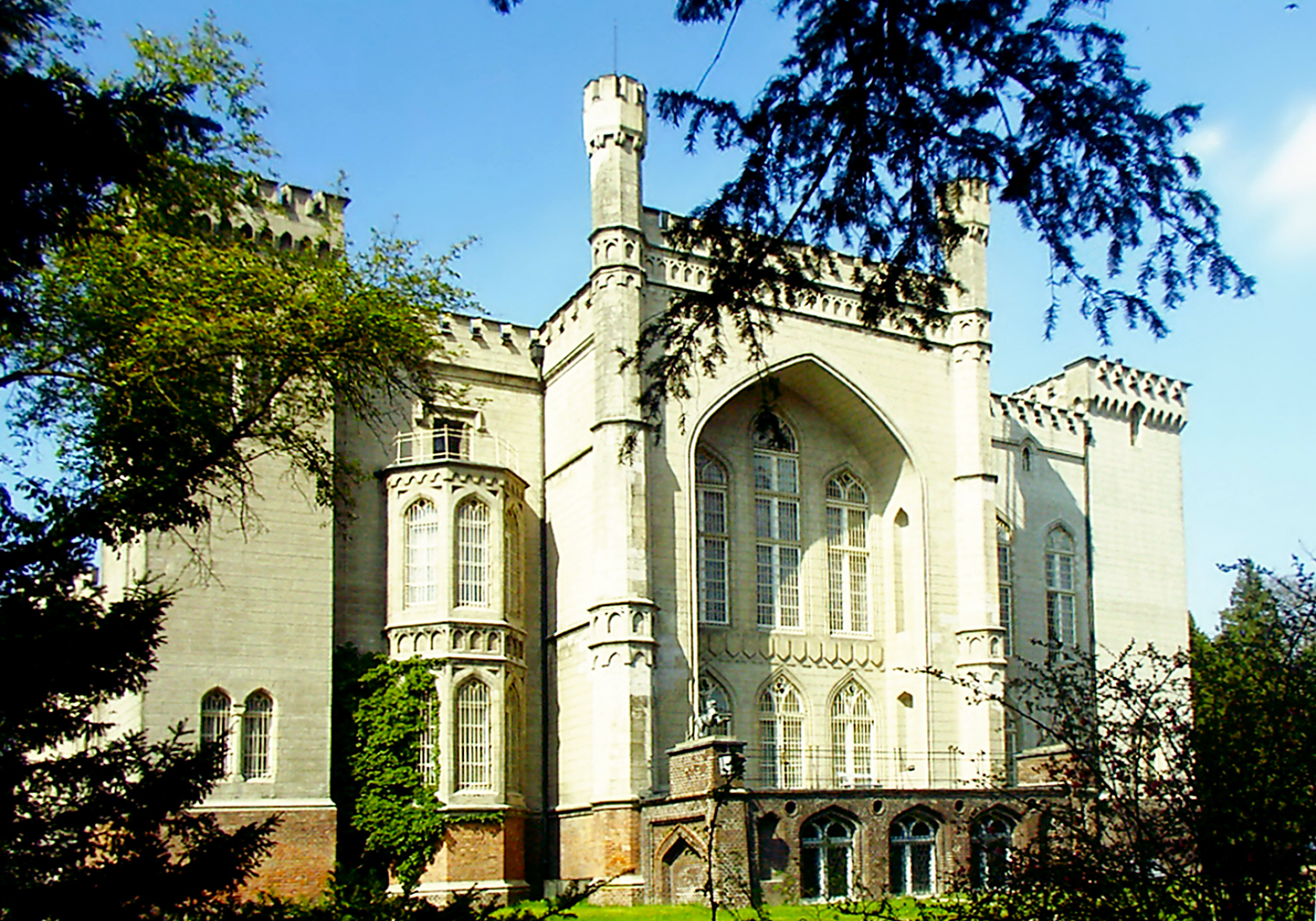
Kórnik